# Medinet Habu

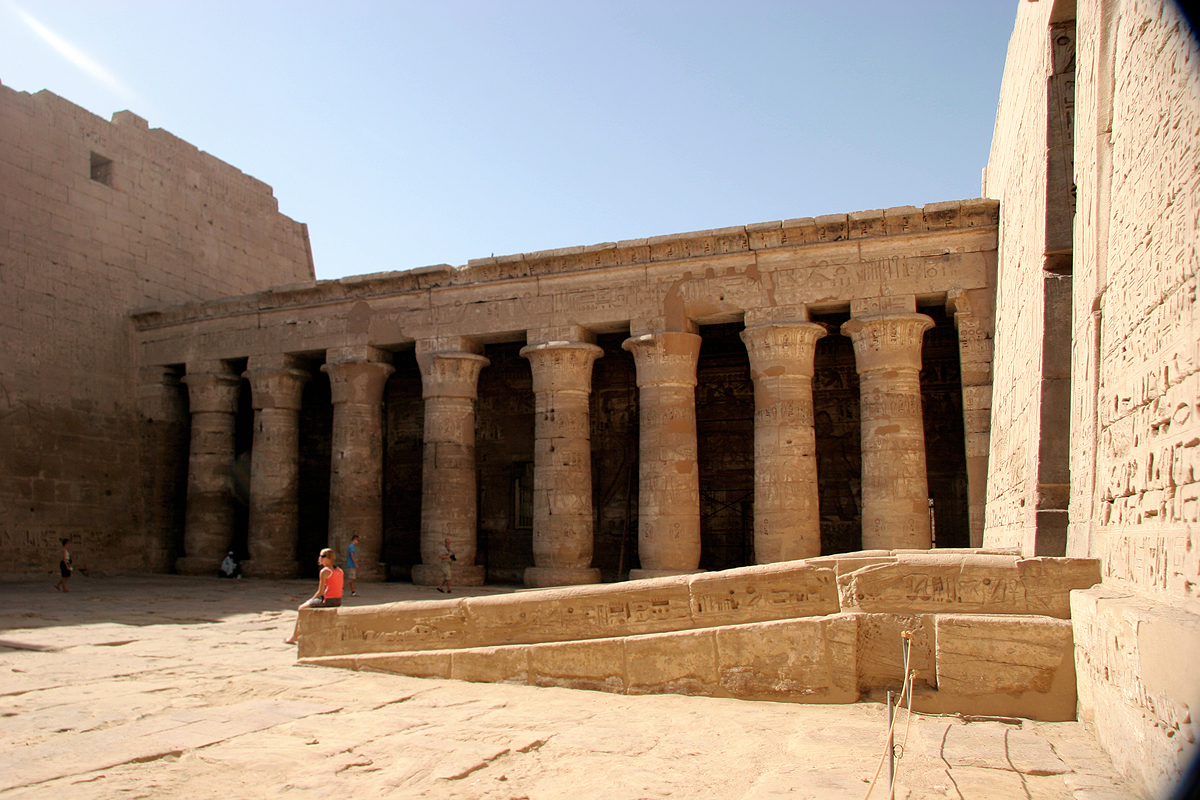
Temple mortuori de Ramsès III

Medinet Habu (àrab: مدينة هابو, Madīnat Hābū) és un conjunt monumental situat a l'oest de Luxor, on va estar l'antic complex egipci de Diamet, el patró del qual era el déu Amon. El complex era un centre administratiu. Està situat al sud de la vall de les Reines i de la necròpoli de Gurnat Murrayi, i al sud-oest del Ramesseum, en el qual s'inspira.
Allí va construir Ramsès III el seu temple mortuori, que n'és l'edificació principal. Al mateix complex, existeix un temple iniciat per Hatshepsut i dedicat a Amon. Al sud, hi ha les restes del palau de Malkatta, que era el palau reial d'Amenhotep III. A prop, també hi ha el temple de Tuthmosis III i el temple mortuori d'Amenhotep III. No gaire lluny, hi ha els colossos de Memnon, que pertanyien a aquest últim temple.
Les inscripcions de Medinet Habu són les més importants en relació amb els pobles de la Mar i expliquen les guerres del període vers el 1190 aC. Alguns pobles de la Mar estan esmentats aquí: Peleset, Tjeker, Shekelesh, Denien, i Weshesh.

## Arquitectura
Els edificis i elements principals del complex són:
- El mur del complex
- El migdol i l'entrada principal
- La capella de les divines adoratrius (i les tombes)
- El temple d'Hatshepsut: un petit temple dedicat a Amon, iniciat per la reina i modificat i restaurat per Horemheb, Seti I, Ramsès III i, posteriorment, en època grecoromana
- El llac sagrat
- Els nilòmetres
- El primer piló (i el muret del complex de Ramsès III)
- El primer pati
- El palau reial
- El segon piló
- El segon pati
- La primera (gran) sala hipòstila
- El recinte del tresor reial
- Les capelles dels déus
- La segona sala hipòstila
- La tercera sala hipòstila
- La capella de Ramsès III
- Els magatzems

D'aquests elements, el segon piló, el segon pati, les sales hipòstiles, les capelles i el recinte del tresor formen la part principal de l'edifici del temple; el primer piló i el primer pati també en formen part, però estan compartits amb el palau del faraó. A part del temple, de Ramsès III són el palau i els magatzems.

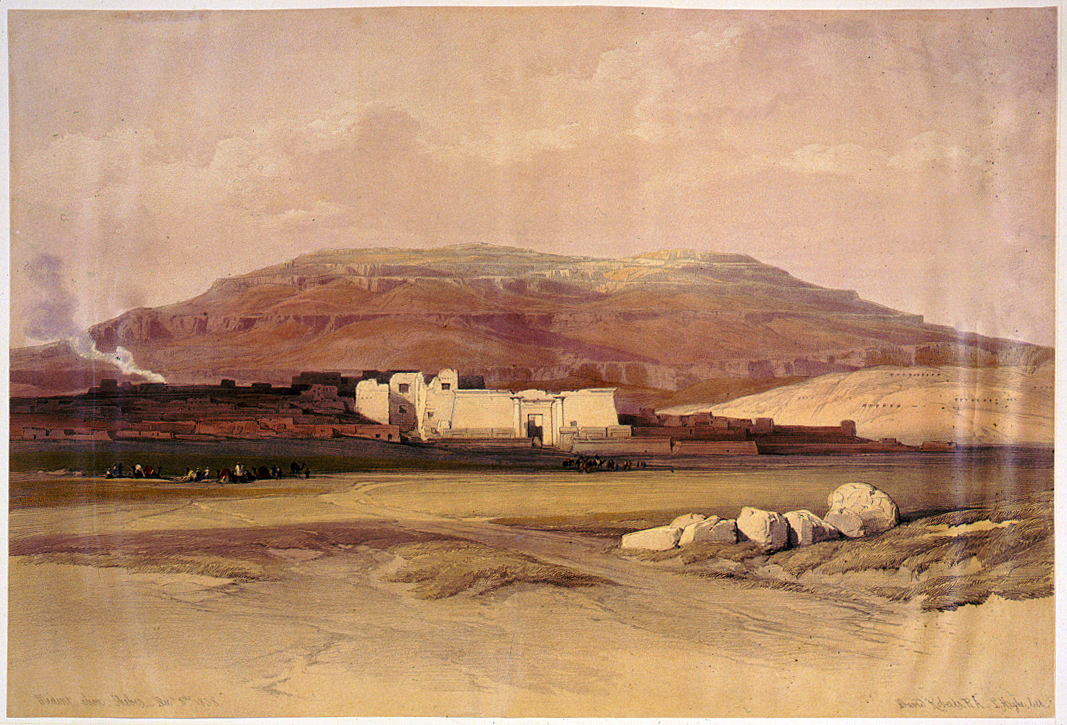
Aquarel·la de David Roberts, 1838

### Elements desapareguts
Antigament, hi havia dos canals que s'encreuaven formant una "T", l'un anava d'est a oest (el pal de la "T") i l'altre de nord a sud. Els canals menaven a un moll que quedava davant de la porta d'entrada; del moll a la porta, hi havia un camí pavimentat que servia per a les cerimònies religioses, especialment durant la celebració de la Bella Festa de la Vall. Actualment, tots aquests elements han quedat enterrats sota una carretera asfaltada, les urbanitzacions i el poble de Kawn Lulah.